# Francisco Godia
Francisco Godia Sales (Barcelona, 21 de marzo de 1921-ibidem, 28 de noviembre de 1990), también conocido como Paco Godia, fue un empresario y piloto de automovilismo español, siendo el primero de dicho país en competir en Fórmula 1, disputando trece Grandes Premios entre 1951, 1954, 1956-1958 con Maserati.

## Carrera
Paco Godia encarna la figura del gentleman driver de los inicios del automovilismo. Debutó en 1945 en el circuito de Montjuïc, a los mandos de un Hotchkiss, y muy pronto se dio a conocer internacionalmente participando en las 24 Horas de Le Mans de 1949, junto a Juan Jover Sañés, con el equipo oficial Delage.
Entre 1951 y 1958 disputó el Campeonato Mundial de Fórmula 1, pilotando automóviles Maserati. Debutó el 28 de octubre de 1951 en el Gran Premio de España y logró un total de seis puntos en el campeonato mundial, conseguidos con sendos 4º puestos en 1956. Terminó 9.º en el Campeonato de 1956, algo que ningún español consiguió superar hasta Fernando Alonso, Pedro Martínez de la Rosa con su segundo puesto en Hungría 2006 y posteriormente Carlos Sainz Jr.
Se retiró de la competición en 1969, pero continuó vinculado al deporte del motor. Su influencia fue decisiva en la construcción del Circuito de Cataluña.
Aficionado al arte, reunió una valiosa colección privada que actualmente se exhibe en el Museo Fundación Francisco Godia de Barcelona.

## Resultados

### Fórmula 1
| Año     | Escudería                 | 1     | 2       | 3   | 4       | 5       | 6       | 7       | 8       | 9     | 10  | 11  | Pos. | Puntos |
| ------- | ------------------------- | ----- | ------- | --- | ------- | ------- | ------- | ------- | ------- | ----- | --- | --- | ---- | ------ |
| 1951    | Escudería Milano          | SUI   | 500     | BEL | FRA     | GBR     | GER     | ITA     | ESP 10  |       |     |     | NC   | 0      |
| 1954    | Officine Alfieri Maserati | ARG   | 500     | BEL | FRA     | GBR     | GER     | SUI     | ITA     | ESP 6 |     |     | NC   | 0      |
| 1956    | Officine Alfieri Maserati | ARG   | MON     | 500 | BEL Ret | FRA 7   | GBR 8   | GER 4   | ITA 4   |       |     |     | 9.º  | 6      |
| 1957    | Francesco Godia Sales     | ARG   | MON     | 500 | FRA     | GBR     | GER Ret | PES Ret | ITA 9   |       |     |     | NC   | 0      |
| 1958    | Francesco Godia Sales     | ARG 8 | MON DNQ | NED | 500     | BEL Ret | FRA Ret | GBR     |         |       |     |     | NC   | 0      |
| 1958    | Scuderia Centro Sud       |       |         |     |         |         |         |         | GER DNP | POR   | ITA | MAR | NC   | 0      |
| Fuente: |                           |       |         |     |         |         |         |         |         |       |     |     |      |        |

### 24 Horas de Le Mans
| Año     | Equipo                | Copilotos    | Automóvil       | Clase | Vueltas | Pos. | Pos. Clase |
| ------- | --------------------- | ------------ | --------------- | ----- | ------- | ---- | ---------- |
| 1949    | Delage                | Louis Gérard | Delage D6S-3L   | S 3.0 | 212     | 4.º  | 4.º        |
| 1958    | Francisco Godia-Sales | Jo Bonnier   | Maserati 300 SL | S 3.0 | 142     | DNF  | DNF        |
| Fuente: |                       |              |                 |       |         |      |            |